# Blessing in Disguise
Blessing in Disguise — третий студийный альбом американской трэш-метал-группы Metal Church, вышедший в 1989 году на лейбле Elektra Records.

## Об альбоме
Blessing in Disguise сильно обеспокоил фанатов группы, так как он не содержал (в отличие от предыдущих альбомов) своеобразного вокала Дэвида Вэйна, который ушёл из «Metal Church» и создал собственную группу Reverend.

## Список композиций
| №  | Название                          | Текст песни                 | Длительность |
| -- | --------------------------------- | --------------------------- | ------------ |
| 1. | «Fake Healer»                     | Курдт Вандерхуф             | 5:55         |
| 2. | «Rest in Pieces (April 15, 1912)» | Курдт Вандерхуф             |              |
| 3. | «Of Unsound Mind»                 | Джон Маршалл                | 4:44         |
| 4. | «Anthem to the Estranged»         | Курдт Вандерхуф             | 9:31         |
| 5. | «Badlands»                        | Курдт Вандерхуф, Майк Хоу   | 7:21         |
| 6. | «The Spell Can’t Be Broken»       | Курдт Вандерхуф             | 6:46         |
| 7. | «It’s a Secret»                   | инструментальная композиция | 3:47         |
| 8. | «Cannot Tell a Lie»               | Курдт Вандерхуф             | 4:17         |
| 9. | «The Powers That Be»              | Курдт Вандерхуф             | 5:22         |

## Участники записи
Metal Church:
- Майк Хоу[англ.] — вокал
- Джон Маршалл[англ.] — электрогитара
- Крэйг Уэллс — электрогитара
- Дюк Эриксон — бас-гитара
- Кирк Аррингтон — ударные

Приглашённые музыканты:
- Курдт Вандерхуф — дополнительные гитары

Технический персонал:
- Терри Дэйт — продюсер, звукорежиссёр, микширование
- Джо Александер — звукорежиссёр, микширование
- Брайан Стовер — помощник звукорежиссёра
- Триш Финнеган — помощник звукорежиссёра
- Metal Church — аранжировки
- Хоуи Вайнберг[англ.] — мастеринг на студии Masterdisk[англ.], Нью-Йорк
- Дэррил Эстрин — фотограф
- Уолтер О’Брайен — менеджмент
- Боб Чиаппарди — менеджмент
- Дайан Шерман — менеджмент